# كاسيني
كاسيني (بالإيطالية: Cassine)‏ هي بلدية في مقاطعة ألساندريا في إقليم بييمونتي في إيطاليا.

## السكان
في سنة 1861 بلغ عدد السكان 5٬266 نسمة، وتطور العدد ليصل في سنة 2011 لـ 3٬048 نسمة.
يظهر هذا المخطط البياني تطور النمو السكاني لـ كاسيني

## أعلام
- بييترو رافا
- لويجي تينكو